# Martín von Hildebrand
Dr. Martín von Hildebrand é um etnólogo e antropólogo , que liderou os esforços para garantir os direitos territoriais indígenas e a proteção da floresta Amazônica colombiana. Ele foi premiado com o Right Livelihood Award, o Prêmio Skoll para o Empreendedorismo Social e A Ordem da Arca de Ouro, em reconhecimento do seu trabalho com a Fundação Gaia Amazonas e o programa COAMA.
Conhecido como um ativista pelos direitos indígenas, cultura e diversidade ecológica, o seu trabalho nas organizações governamentais e não-governamentais,  levaram mais de 26 milhões de hectares da Amazônia Colombiana, território a ser oficialmente entregue de volta para o local habitantes indígenas, permitindo que organizações indígenas possam gerir a sua própria saúde, educação e de outros programas através de governação local e estadual e políticas de descentralização. Hildebrand fundou em 1990, o programa COAMA, vencedor do Prêmio Right Livelihood, e é Diretor-fundador da ONG Fundação Gaia Amazonas, classificado #40 entre as 100 melhores Ongs do mundo pelo the Global Journal.

## Antecedentes Pessoais
Martín von Hildebrand, nacionalizado colombiano, nasceu em Nova Iorque em 26 de janeiro de 1943. Ele se mudou para a Colômbia em 1948, quando seus pais, Franz von Hildebrand (filho do filósofo Dietrich von Hildebrand ) e Deirdre Mulcahy, foram convidados para Bogotá para estabelecer a Universidade de los Andes. Ele passou sua infância vivendo com sua família no edifício que é hoje a Universidade da Faculdade de Direito.
Hildebrand estudou no Lycée Français, Bogotá, e mais tarde estudou sociologia na Universidade College, de Dublin, onde se graduou em 1968. Em 1979, estudou na Sorbonne em Paris para um Doutorado em Etnologia. Ele tem três filhos e três netos.

## Direitos territoriais e locais de governança na Amazônia Colombiana

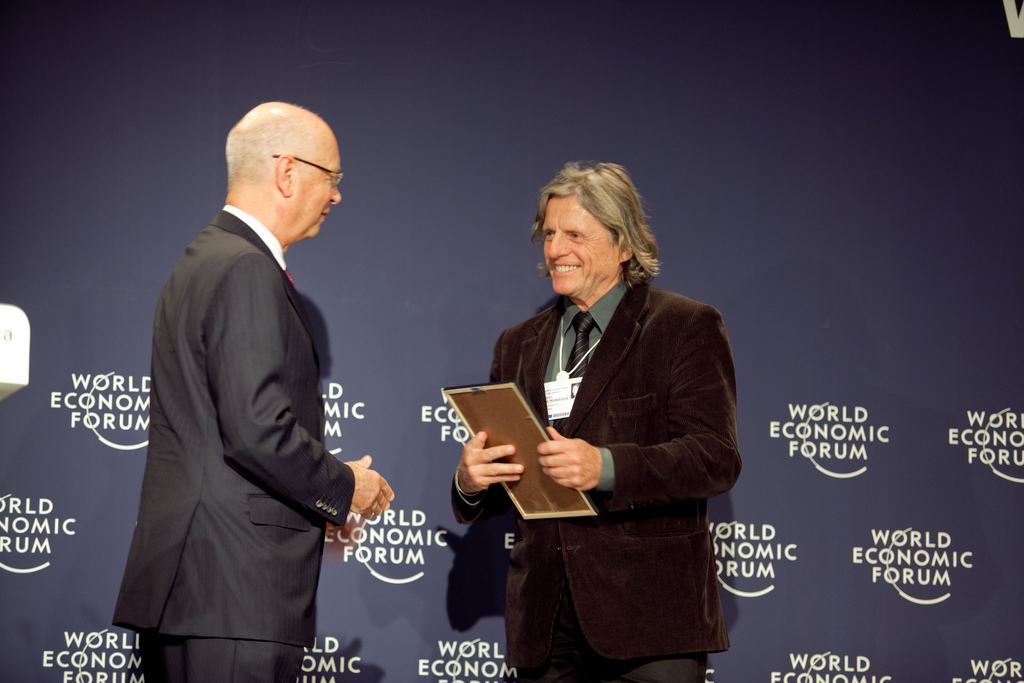
Klaus Schwab e Martín von Hildebrand (Rio de Janeiro, 2009)

A aprendizagem a partir de comunidades indígenas
Um envolvimento intenso com o meio ambiente e assuntos indígenas começaram no início da década de 1970, após um período vivendo entre Tanimuka e Letuama, comunidades indígenas na Amazônia Colombiana, aprendendo sobre sua cosmologia e práticas tradicionais para proteger o meio ambiente.
Para os povos indígenas da Amazônia Colombiana, a floresta é o seu habitat e os meios de sobrevivência, com tanto estéticas e importância espiritual. Seus conhecimentos tradicionais, adquiridos ao longo de séculos de interação com o meio circundante, leva as comunidades a proteger e sustentar o ecossistema da floresta. Desde a década de 1950, no entanto, o Colombiano Amazônia e seus povos indígenas sofreram a partir de ondas de colonização e exploração: camponeses refugiados durante o tempo de "La Violencia"; os colonos na sequência da exploração de petróleo; booms econômicos para a extração da borracha, a mineração de ouro e o ilícito de processamento de coca; governo e auxílio-patrocinados pela agência de reassentamento e desenvolvimento de programas. Além da devastação ambiental, os povos indígenas sofreram uma perda de direitos tradicionais de seus territórios e opções de meios de vida sustentáveis .
Em 1972, Hildebrand definiu na Amazônia Colombiana uma filial do Anthropological Institute, em La Pedrera, através do qual ele foi capaz de reunir uma equipe multidisciplinar de especialistas (biólogos, advogados, antropólogos, médicos e educadores). O princípio essencial neste processo foi a de que dessem as comunidades indígenas locais uma oportunidade real de escolher o seu próprio caminho de "desenvolvimento". Eles tiveram acesso às informações necessárias e liberdade para avaliar a sua situação de acordo com sua própria visão cultural.
Foi dentro deste contexto que Hildebrand insistiu que a única e mais importante missão que ele iria se ater, obviamente, com o apoio dos índios, foi a criação da terra de direitos sobre seu território tradicional. Sem isso, seu futuro, suas tradições e a própria floresta sucumbiria a destruição. Única e exclusivamente Hildebrand foi atrás desse objetivo em cada oportunidade.
O desenvolvimento da Colômbia Amazon Política
Após uma breve saída da Colômbia, em 1979, para concluir um Doutorado em Etnologia na Sorbonne, Hildebrand voltou a trabalhar com o Ministério da Educação e estabelecer a política do governo em etno-educação.
Em 1986, ele se tornou Chefe de Assuntos Indígenas e conselheiro do Presidente Virgilio Barco Vargas (1986-1990). Isso proporcionou um importante ponto de apoio para incentivar a política de governo favoráveis aos direitos indígenas. O apoio do Presidente da Barco deu um importante impulso para a nova Constituição Política e a ratificação da Organização Internacional do Trabalho Convenção No. 169 da OIT, um quadro essencial para a proteção dos direitos indígenas na Colômbia.
Entre 1986-1990 o Governo Colombiano legalmente reconhecido de 200.000 quilômetros quadrados de floresta tropical na Amazônia Colombiana região como "coletivo indígena' – resguardos. Esta política foi um movimento sem precedentes em direção ao reconhecimento dos direitos indígenas e o papel importante dos povos da floresta na conservação de florestas tropicais do mundo.
Como representante do Governo no Pacto Amazônico, Hildebrand também fez esforços para a criação de uma Comissão Especial sobre Assuntos Indígenas, e outra sobre o Ambiente, proporcionando uma postura ecológica para a implementação do Pacto.
O programa COAMA 
Em 1990, Hildebrand decidiu deixar o governo para se tornar mais diretamente envolvidos no trabalho de base na Amazônia. O reconhecimento dos direitos territoriais indígenas foi, nas palavras de Hildebrand, apenas o início do processo. O que se seguiu foi a necessidade de trabalhar para garantir que os Índios tinham o necessário apoio para administrar seus territórios de acordo com as suas tradições.
Hildebrand lançou o programa COAMA, envolvendo uma pequena rede de Ongs e organizações indígenas, e fundou a Fundação Gaia Amazonas, uma organização não-governamental. A COAMA tem fornecido uma abordagem inovadora em relação ao trabalho com as comunidades indígenas e o desenvolvimento do auto-governo como a base para a conservação da floresta tropical. Ele tem sido elogiado pela Comissão Mundial sobre Florestas e do Desenvolvimento Sustentável, e financiada principalmente pela Comissão Europeia e os governos da Dinamarca, a Holanda e a Suécia.
Hildebrand também iniciou uma iniciativa trans-fronteira, CANOA, com organizações indígenas e Ongs que atuam na região noroeste do Amazonas, para proteger cerca de 700.000km2 contínua e bem preservadas de florestas tropicais através de uma região de Colômbia, Brasil e Venezuela.

## Prémios
- • Right Livelihood Award - Suécia, 1999
- • Prêmio Nacional De Meio Ambiente - Colômbia, 1999
- • Oficial da Ordem da Arca de Ouro – Holanda, 2004
- • Simón Rodríguez Prêmio Ecologia – Colômbia, 2004
- • Operação Esperança do Homem do Ano - U. S. A, 2006
- • Skoll Prêmios de Empreendedorismo Social - Oxford, 2009
- • América Latina Empreendedor Social. Fórum Econômico Mundial - Brasil, 2009
- • Colômbia Top 10 de Melhores Líderes - Colômbia, 2013
- • Tällberg Fundação De Liderança Global Prêmio - Suécia, Em 2015.
- • Presidenciais Distinguished Service Award para o Irlandês no Exterior, a Irlanda, a 2016.

## Citações
- "Esta experiência é tão escandaloso que temos para oferecer suporte a ele. É absolutamente pertinente para a presente crise ecológica." – Comunidade europeia oficial, comentando sobre o programa COAMA, em 1991.
- ".. um dos mais interessantes exemplos no mundo de hoje, a contribuição para um futuro sustentável que pode ser feita por povos indígenas." – Declaração do Right Livelihood Award, 1999.
- "Um raio de luz [e] o nosso contributo para a criação de um mundo de cooperação e solidariedade e a nossa luta para salvar a humanidade da destruição da civilização." - ex-Presidente da Colômbia, Alfonso Lopez, comentando sobre a coamo o programa, de 2001.

## Trabalhos selecionados
- Ensinamentos de Cinzas povo da floresta Amazônica. Pt Caminho da Natureza, a Sabedoria ecológica diálogo Himalaia E Alpes. Leibnitz, Áustria: Naturschutzbund Steiermark. 2004: 221-231.
- Uma Tribo Amazônica de Vista da Cosmologia. In: Gaia, a Tese, o Mecanismo e as Implicações. Pedro Bunyard e Edward Goldsmith (Eds.). pp.  206-236. Wadebridge Centro Ecológico, Wadebridge, Cornwall, 1988.
- O homem e a Natureza: Um Índio Interpretação dos Ecossistemas da Amazônia. Em: "o Homem e a Natureza no Amazonas", ed. Gerd Kohlhepp, Ackim Schrader, Tübingen, Blauberen, 1986.
- Educação e Pesquisa. In: Comunidades Indígenas, Ciência & Tecnologia Em Revista, Vo1.3, Nº 4, Colciencias, Bogotá, 1984.
- O Ufaina DweUing como Calendário e Relógio do Sol. In: Revista PROA, Problema 323, 1983.
- Os Índios' Problema é Branco. Em: EFETECE, Bogotá, 1983.
- De arqueologia e Etnologia da Sierra Nevada de Santa Marta. Relatório do PNUMA, Programa de eco-desenvolvimento para a Serra Nevada de Santa Marta, Co-autores: A. Andrade, Y. Campos, INDERENA, Bogotá, 1982.